# Politikåret 1983

## Händelser

### Januari
- 8 januari - Drottning Elizabeth II av Storbritannien inleder ett veckolångt besök till Falklandsöarna, då det 1983 är 150 år sedan britterna tog ögruppen i besittning.[1]
- 13 januari - Sveriges statsminister Olof Palme inleder ett officiellt besök i Oslo.[1]
- 17 januari
  - Sveriges statsminister Olof Palme inleder ett fem dagars officiellt besök i Nigeria.[1]
  - Anders Thunborg tillträder som försvarsminister i Sverige.[1]
- 20 januari - Sverige och Vatikanstaten återupptar diplomatiska förbindelser efter 456 år.[1]
- 30 januari - I Västtyskland och Östtyskland uppmärksammas det nazistiska maktövertagande i Tyskland den 30 januari 1933.[1]
- 31 januari - USA:s vicepresident George H. W. Bush anländer till Västberlin då han inleder en rundresa i Europa.[1]

### Februari
- 2 februari - Vid Sveriges riksdags allmänpolitiska debatt bjuder Sveriges statsminister Olof Palme in Centerpartiet och Folkpartiet till samarbete med Sveriges socialdemokratiska arbetareparti.[1]
- 7 februari - Sveriges statsminister Olof Palme inleder ett officiellt besök i Helsingfors.[1]
- 10 februari - Ariel Sharon avgår som försvarsminister i Israel.[1]
- 20 februari - Från Peking meddelas att Kinas president Ye Jianying lämnat in avskedsansökan.[1]
- 24 februari - Sveriges statsminister Olof Palme besöker EG:s högkvarter i Bryssel.[1]

### Mars
- 2 mars - Sveriges riksdag har finansdebatt.[1]
- 2-10 mars - Romersk-katolska kyrkans påve Johannes Paulus II besöker sju stater i Centralamerika.[1]
- 8 mars - Zimbabwes oppositionsledare Joshua Nkomo flyr till Botswana.[1]
- 14 mars - 100-årsminnet av Karl Marx uppmärksammas, bland annat med tal och blomsternedläggningar vid hans grav på Highgate Cemetery i London.[1]
- 16 mars - Sveriges riksdag har utrikespolitisk debatt.[1]
- 22 mars
  - Chaim Herzog utses till Israels nya president.[1]
  - Pierre Mauroy bildar ny regering i Frankrike.[1]
- 25 mars - Sveriges kungapar avslutar ett tre dagar långt statsbesök i Spanien.[1]
- 27 mars - Moderata samlingspartiet noteras för 30 % vid SIFO-mätningar.[1]
- 30 mars - CDU:s Helmut Kohl tillträder för en ny period som Västtysklands förbundskansler.[1]

### April
- 14 april -  Sveriges statsminister Olof Palme förhörs i KU om Bahraffären, rörande svenska regeringens not om kärnvapenfri zon i Centraleuropa.[1]
- 19 april -  FN:s generalsekreterare Javier Pérez de Cuéllar talar inför Sveriges riksdag.[1]
- 26 april
  - I Sverige offentliggörs Ubåtsskyddskommissionens rapport som pekar ut Sovjetunionen som ansvarig för ubåtskränkningar.[1]
  - I Österrike lämnar förbundskansler Bruno Kreisky in sin avskedsansökan.[1]

### Maj
- 1 maj - 30 000 personer i Stockholm ser Stig Malms första tal som LO-ordförande på Första maj.[1]
- 3 maj - Orolighterna i Polen fortsätter på denna dag, den tidigare polska nationaldagen.[1]
- 4 maj - I Sverige genomför svenska regeringen och representanter för Sveriges näringsliv överläggningar på Harpsund, som påminner om Tage Erlanders dagar som svensk statsminister under 1950- och 60-talen.[1]
- 6 maj - I Finland ombildar Kalevi Sorsa den finländska regeringen efter valet.[1]
- 11 maj - Omfattande demonstrantioner skakar Santiago de Chile i Chile. Två personer dödas, flera skadas och hundratals grips av polisen.[1]
- 12 maj - På Folknykterhetens dag kritiseras den svenska regeringens alkoholpolitik.[1]
- 24-28 maj - Storbritanniens kungapar besöker Sverige.[1]
- 25 maj - Sveriges riksdag diskuterar återigen Bahraffären.[1]
- 26 maj
  - Framstegspartiets Steingrímur Hermannsson bildar Islands nya regering.[1]
  - I ett uttalande fördömer Sveriges regering Carl Bildt för dennes resa till USA i månadsskiftet april/maj.[1]
- 28 maj - En opinionsmätning visar att Folkpartiet stöds av 3,3 procent av väljarna.
- 31 maj - 14 ledande politiker i Turkiet förvias av Turkiets nationella säkerhetsråd.[1]

### Juni
- 3 juni - Sveriges riksdag avslutar arbetsåret 1982/1983, för att efter 12 år lämna Kulturhuset och återvända till Helgeandsholmen.[1]
- 6 juni
  - Sveriges nationaldag ersätter Svenska flaggans dag.[1]
  - Finland och Sovjetunionen förlänger VSB-avtalet på 20 år då Finlands president Mauno Koivisto besöker Moskva. Tidigare avtal hade löpt ut 1990 om det inte förnyats.[1]
- 8 juni - Høyres Kåre Willoch bildar Norges första majoritetsregering på 12 år.[1]
- 9 juni - Socialisten Mário Soares blir återigen premiärminister i Portugal.[1]
- 14 juni - Kung Olav V av Norge besöker Stockholm.[1]
- 16 juni - Jurij Andropov väljs av Högsta Sovjet till president i Sovjetunionen.[1]
- 18 juni - 78-årige ekonomen Li Xiannian väljs till president i Kina.[1]
- 25 juni - Romersk-katolska kyrkans påve Johannes Paulus II inleder ett veckolångt besök i Polen.[1]
- 27 juni - USA:s vicepresident George H.W. Bush inleder ett tvådagarsbesök i Sverige.[1]
- 28 juni - USA:s justitiedepartement beordrar president Ronald Reagan att undersöka läckor i USA:s tidigare president Jimmy Carters kampanjorganisation inför presidentvalet i USA 1980.[1]

### Juli
- 5 juli
  - Furst Frans Josef II av Liechtenstein meddelar att han tänker överlämna makten till tronflöjaren Hans Adam under tidigt 1984.[1]
  - Västtysklands förbundskansler Helmut Kohl anländer till Sovjetunionen för ett tredagarsbesök.[1]
- 14 juli - Storbritanniens parlament avslår ett förslag från de konservativa att återinföra dödsstraffet på brott som terrormord, mord på poliser och soldater samt våldtäkt och mord på kvinnor, då många Toryledamöter går emot förslaget.[1]
- 18 juli - Henry Kissinger utses till ordförande för en kommission för centralamerikanska frågor.[1]
- 22 juli - Undantagstillstånder i Polen avskaffas.[1]

### Augusti
- 4 augusti
  - Vid en statskupp, som enligt källor kräver 13 dödsoffer, i Övre Volta störtas Jean-Baptiste Ouedragos vänsterorienterade regim av armékapten Thomas Sankara.[1]
  - Vid en militärkupp i Guatemala störtas president José Efrain Rio Montt av militären, med försvarsminister general Oscar Humberto Mejia Victores i spetsen.[1]
  - Sverige protesterar mot Danmark provborrningar efter olja i ett omstridd område i Kattegatt vid Hesslö, cirka 35 kilometer väster om Kullen.[1]
- 8 augusti - PSI:s Bettino Craxi bildar Italiens 44:e regering sedan 1945.[1]
- 11 augusti - Minst 25 personer dödas i Chile av militärer, av demonstranter som trotsar utegångsförbudet och kräver slut på militärstyret.[1]
- 16 augusti - Zimbabwes oppositionsledare Nkomo återvänder till Zimbabwe efter fem månaders exil i Storbritannien.[1]
- 25 augusti - Sveriges statsminister Olof Palme avslutar ett tre dagars besök i Grekland, och gör därmed det första officiella besöket i Grekland av en svensk statsminister.[1]
- 26 augusti - Sveriges kungapar avslutar ett fyra dagar långt statsbesök i Finland.[1]
- 27 augusti - 20 000 personer i Washington, DC i USA demonstrerar till 20-årsminne av Martin Luther Kings tal I Have a Dream.[1]
- 28 augusti - Israels premiärminister Menachem Begin meddelar att han beslutat sig för att avgå.[1]
- 29 augusti - Undantagstillståndet i Chile upphävs.[1]

### September
- 3 september - Danmark och Sverige enas om gränsdragningen vid Kattegatt. Danmark avvisar Sveriges krav på stopp för oljeborrprovningar utanför Hesselö, men går i gengäld med på att inleda nya förhandlingar om hela gränslinjen från Skagerrak till Östersjön.[1]
- 6 september - Europeiska säkerhetskonferensen I Madrid, avslutar sitt möte i Madrid efter nästan tre år, och enas om att i januari 1984 inleda en nedrustningskonferens i Stockholm.[1]
- 8 september - Sveriges statsminister Olof Palme avlägger ett officiellt besök i Danmark.[1]
- 11 september - Sju personer dödas i Chile, vid kravaller i samband med 10-årsdagen av militärkuppen i Chile 1973.[1]
- 12 september - Israels premiärminister Menachem Begin lämnar in sin avskedsansökan.[1]
- 15 september - Kung Carl XVI Gustaf av Sverige firar 10-årsjubieum på tronen.[1]
- 18 september - En SIFO-undersökning pekar på borgerlig majoritet.[1]
- 19 september - Saint Kitts and Nevis blir självständigt från Storbritannien.[1]
- 21 september
  - Yitzhak Shamir utses att bilda ny regering i Israel.[1]
  - I Manila dödas minst sju personer i sammanstötningar mellan demonstranter och polisstyrkor vid protester mot Filippinernas president Ferdinand Marcos.[1]
- 23 september - Sveriges kungapar avslutar ett tre dagar långt statsbesök i Luxemburg.[1]
- 24 september - Finlands president Mauno Koivisto inleder ett inofficiellt besök i USA, med besök i bland annat Vita huset samt Förenta nationerna.[1]
- 30 september - Yitzhak Shamirs planer att bilda nationell samlingsregering i Israel spricker.[1]

### Oktober
- 4 oktober - 75 000 demonstranter protesterar mot löntagarfonderna i Stockholm i Sverige, när Sveriges riksdag flyttar tillbaka till gamla riksdagshuset.[1]
- 10 oktober
  - Yitzhak Shamir tillträder som ny premiärminister i Israel.[1]
  - De libanesisak drusernas ledare Walid Jumblatt besöker Sverige i en dag, och får bland annat träffa statsminister Olof Palme.[1]
- 12 oktober - Japans tidigare premiärminister Kakuei Tanaka döms till fyra års fänelse samt 16 miljoner SEK i böter.[1]
- 18 oktober - Romersk-katolska kyrkans påve Johannes Paulus II tar emot Sveriges statsminister Olof Palme för privat audiens i Vatikanstaten, och blir därmed första svenska regeringschef att tas emot av påven sedan Sveriges dåvarande kung Gustav Vasa bröt med påvestolen 1527 och genomförde reduktion av kyrkogods.[1]
- 19 oktober - Sveriges riksdag har allmänpolitisk debatt.[1]
- 29 oktober - En överenskommelse om gränsdragningen i Kattegatt, Skagerrak och Östersjön nås av Danmark och Sverige.[1]

### November
- 1 november - Raineraffären utbryter genom en artikel i Aftonbladet.
- 6 november - Folkpartiet i Sverige noterar en framgång, från 6 till 8 %, vid SIFO:s opinionsmätning.[1]
- 7 november - Det 66:e revolutionsjubileet i Moskva präglas av sovjetiske presidenten Jurij Andropovs frånvaro, som officiellt handlar om förkylning, men leder till spekulationer om allvarligare hälsotillstånd samt hans politiska ställning.[1]
- 9 november
  - Algeriets president Chadli Benjedid besöker Frankrike, som första algeriska president, och lägger en krans på den Okände soldatens grav vid Triumfbågen i Paris.[1]
  - Ove Rainer avgår som Sveriges justitieminister.[1]
- 11 november - USA:s president Ronald Reagan avslutar ett tredagarsbesök i Japan.[1]
- 14 november - 52-årige Sten Wickbom utnämns till ny justitieminister i Sverige.[1]
- 15 november - Cyperns turkcypriotiska församling utropar Nordcypern som självständig republik.[1]
- 16 november - Sveriges utrikesminister Lennart Bodström träffar Kinas premiärminister Zhao Ziyang i Peking.[1]
- 17 november - I Sverige debatteras löntagarfonderna av Olof Palme och Ulf Adelsohn.[1]
- 22 november - 20-årsminnet av mordet på John F. Kennedy uppmärksammas med en ceremoni vid Kennedymonumentet i Dallas.[1]
- 30 november - De nordiska ländernas statsministrar möts i Stockholm, för att förbättra det nordiska samarbetet.[1]

### December
- 1 december - Subventioner på livsmedel förutom mjölk avskaffas i Sverige.
- 5 december - Ett tusental upprörda demonstranter stoppar ett nynazistiskt möte med Nordiska rikspartiet i Borås.[1]
- 5 december - Sveriges statsminister Olof Palme läser upp ett hemligstämplat brev från svenske FN-ambassadören Anders Ferm om Anders Ferms samtal med Georgij Arbatov från Palmekommissionen.[1]
- 6 december - Militärrårdet i Turkiet, under president Kenan Evren, upplöses och det civila styret återinförs efter tre år.[1]
- 8 december - Västtyske ekonomiministern Otto Graf Lambsdorff åtalas för att ha tagit emot motsvarande 400 000 SEK av Flickkoncernen för FDP:s räkning.[1]
- 10 december - Raúl Alfonsín tillträder som president i Argentina.[1]
- 13 december - Finlands utrikesminister Paavo Väyrynen anländer i Moskva för ett officiellt besök.[1]
- 16 december - Utrikesnämnden i Sverige sammanträder, och efteråt säger Sveriges statsminister Olof Palme att Sveriges utrikespolitik återställts, och Anders Ferms kontakter med Georgij Arbatov redogörs detaljerat.[1]
- 18 december - Västtysklands tidigare förbundskansler Willy Brandt fyller 70 år, och gratuleras från flera håll, bland annat av Östtysklands president Erich Honecker via telegram.[1]
- 19 december - Sveriges riksdag beslutar att vidta åtgärder med ungdomsarbetslösheten, vilket alla partier utom VPK ställer sig bakom.[1]
- 21 december - Sveriges riksdag beslutar att från 1984 införa löntagarfonder.[1]
- 22 december - Svenske generaldirektören Carl Tham meddelas ha hoppat av Folkpartiet.[1]
- 26 december
  - Mao Zedongs mausoleum invigs i Peking på det som, om han 1983 fortfarande levt, hade varit hans 90-årsdag.[1]
  - Yasuhiro Nakasone omväljs som premiärminister i Japan av japans diet.[1]
- 27 december - Romersk-katolska kyrkans påve Johannes Paulus II besöker attentatsmannen Mehmet Ali Agca, som försökte mörda honom i maj 1981, i Rebbinafängelset i Rom.[1]
- 29 december - Sovjetiske presidenten Jurij Andropov är återigen frånvarande, då Högsta Sovjet avslutar en tvådagarssession.[1]

## Val och folkomröstningar
- 6 februari - General Alfredo Stroessner väljs om vid presidentvalet i Paraguay.[1]
- 13 februari - Spyros Kyprianou väljs om vid presidentvalet i Cypern.[1]
- 6 mars
  - CDU/CSU vinner förbundsdagsvalet i Västtyskland.[1]
  - Australiens arbetarparti vinner parlamentsvalet i Australien.[1]
- 13 mars - Frankrike går till kommunalval, där socialistiska partiet skördar framgångar.[1]
- 20–21 mars – Riksdagsvalet i Finland blir en stor framgång för Landsbygdspartiet, som går från 6 till 17 mandat.[1]
- 12 mars -  Chicago får en svart borgmästare då Harold Washington väljs.[1]
- 23 april – Vid Alltingsvalet på Island får Kvinnolistan tre mandat.[1]
- 25 april – Socialisten Mário Soares går framåt vid parlamentsvalet i Portugal.[1]
- 26 april – SPÖ förlorar fem mandat och, efter 13 år, den absoluta majoriteten vid förbundsdagsvalet i Österrike tre mandat.[1]
- 9 juni - Storbritannien - Parlamentsval. Regeringspartiet Tories vinner stort[1], medan Labour gör sitt sämsta val sedan 1918.
- 26-27 juni – Vid parlamentsvalet i Italien gör kristdemokraterna sitt sämsta val sedan 1946.[1]
- 12 september – Höyre går tillbaka vid kommunalvalen i Norge. För första gången tillåts invandrare rösta i norska kommunalval.[1]
- 16 oktober – Åland går till lagtingsval.
- 30 oktober - Raúl Alfonsín vinner presidentvalet i Argentina, som därmed får sin första civila president sedan 1976.[1]
- 2 november - Det vita Sydafrika säger i en folkomröstning ja till införandet av ny författningsreform, som ger asiater och blandrasmedborgare visst politiskt inflytande.[1]
- 6 november - Fosterlandspartiet under Turgut Özal vinner parlamentsvalet i Turkiet.[1]
- 4 december - Acción Democráticas Jaime Lusinchi vinner presidentvalet i Venezuela. Kongressvalet hålls samma dag.[1]

## Organisationshändelser
- 21 januari – Hans-Jochen Vogel utses vid en kongress i Dortmund till SPD:s nya förbundskanslerkandidat.[1]
- 21 februari - Nordiska rådet inleder sin 31:a session i Oslo.[1]
- 22 februari - Yassir Arafat omväljs i Alger som PLO-ordförande.[1]
- 12 mars - Alliansfria rörelsen avslutade i New Delhi sitt sjunde möte.[1]
- 7 april - VPK-ledaren Lars Werner besöker Kina och överlägger med kinesiska kommunistpartiets generalsekreterare Hu Yaobang i Peking.[1]
- 12-14 april - PLO-ordföranden Yassir Arafat besöker Stockholm.[1]
- 2 maj - Stig Malm efterträder Gunnar Nilsson som ordförande för LO
- 23 maj - I Göteborg avslutar Miljöpartiet sin andra ordinarie kongress. Förslaget att byta namn till "De gröna" röstas ned.[1]
- 30 maj - I Williamsburg i Virginia, USA avslutas G7-mötet.[1]
- 13 juni - 27-årige Maria Leissner väljs till ny ordförande för Folkpartiets ungdomsförbund, som har kongress i Örebro.[1]
- 21 juni - På Centerpartiets riksstämma i Vänersborg väljs Thorbjörn Fälldin om som ordförande för ytterligare en ettårsperiod.[1]
- 22 juni - I Danmark döms Fremskridtspartiets ordförande Mogens Glistrup till tre års fängelse samt en miljon DKK i böter för bland annat stora skattebedrägerier.[1]
- 3 juli - FN:s UNCTAD-konferens (om handel och utveckling) avslutas i Belgrad efter 27 dagar, med 166 länder representerade.[1]
- 29 juli - Ola Ullsten tillkännager på en presskonferens i Visby att han avgår som ledare för Folkpartiet.[1]
- 13 augusti - FN:s andra världskonferens om rasism avslutas i Genève.[1]
- 1 oktober - Bengt Westerberg väljs till partiledare för Folkpartiet, då partiet har landsmöte.[1]
- 2 oktober - Neil Kinnock väljs till partiledare för Labour vid en kongress i Brighton.[1]
- 15-16 oktober - Danska Fremstegspartiet har landsmöte i Nyborg Mogens Glistrup utses till partikandidat inför kommande EG-val..[1]

## Födda
- 27 februari – Sondre Båtstrand, Miljøpartiet De Grønnes talesman 2008–2011.
- 10 maj – Gustav Fridolin, Miljöpartiets språkrör 2011–2019.
- 16 juli – Annie Lööf, Centerpartiets partiledare sedan 2011 och Sveriges näringsminister 2011–2014.
- 18 juli – Hadia Tajik, viceordförande i norska Arbeiderpartiet sedan 2015.
- 10 november – Annika Saarikko, partiledare för finska Centerpartiet sedan 2020.

## Avlidna
- 12 januari – Nikolaj Podgornyj, 79, sovjetisk president.[1]
- 22 januari – Eduardo Frei Montalva, Chiles president 1964–1970.
- 27 januari – Georges Bidault, 83, Frankrikes regeringschef.[1]
- 10 april – Issam Sartawi, verksam inom PLO.[1] (mördad)
- 5 maj – Anton Buttigieg, Maltas president 1976–1981.
- 16 maj – Miguel Alemán Valdés, Mexikos president 1946–1952.
- 25 maj – Idris I av Libyen, 93, Libyens kung 1951-1969.[1]
- 27 maj – Erik Wärnberg, 64, socialdemokratisk ledamot av Sveriges riksdag sedan 1957.[1]
- 29 maj – Arvid Pelsje, 84, ledamot av Sovjetunionens politbyrå.[1]
- 23 juni – Osvaldo Dorticós Torrado, Kubas president 1959–1976.
- 21 augusti – Benigno Aquino, Jr., 50, filippinsk oppositionsledare.[1] (mördad)
- 9 september – Ibrahim Abboud, Sudans president 1958–1964.
- 10 september – Balthazar Johannes Vorster, Sydafrikas president 1978–1979.
- 19 oktober – Maurice Bishop, Grenadas premiärminister (mördad).[1]

### Fotnoter
1. 1 2 3 4 5 6 7 8 9 10 11 12 13 14 15 16 17 18 19 20 21 22 23 24 25 26 27 28 29 30 31 32 33 34 35 36 37 38 39 40 41 42 43 44 45 46 47 48 49 50 51 52 53 54 55 56 57 58 59 60 61 62 63 64 65 66 67 68 69 70 71 72 73 74 75 76 77 78 79 80 81 82 83 84 85 86 87 88 89 90 91 92 93 94 95 96 97 98 99 100 101 102 103 104 105 106 107 108 109 110 111 112 113 114 115 116 117 118 119 120 121 122 123 124 125 126 127 128 129 130 131 132 133 134 135 136 137 138 139 140 141 142 143 144 145 146 147 148 149 150 151 152   Horisont 1983. Bertmarks